# Batalion Alta
Batalion „Alta” (nor. Alta bataljon) – samodzielny oddział wojskowy norweskiej armii podczas kampanii norweskiej w kwietniu – czerwcu 1940 r.
Batalion został zmobilizowany 10 października 1939 r. Liczył ok. 900 ludzi. Na jego czele stanął ppłk Arne Dagfin Dahl. Stacjonował w miasteczku Alta w zachodniej części okręgu Finnmark. Jego zadaniem była ochrona przygranicznych obszarów Norwegii przed ewentualną sowiecką agresją. Po zakończeniu wojny zimowej pomiędzy Finlandią i ZSRR batalion został zdemobilizowany. Podpułkownik A.D. Dahl uważał jednak, że niestabilna sytuacja międzynarodowa zmusza Norwegię do utrzymywania sił zbrojnych w stanie gotowości bojowej. Dlatego żołnierze batalionu dostali rozkaz zatrzymania swojego ekwipunku w domach. We wsi Alta sformowano natomiast 90-osobową kompanię narciarską, która przeszła 2-miesięczne szkolenie wojskowe.
Kiedy Niemcy zaatakowały Norwegię 9 kwietnia 1940 r., batalion ponownie zmobilizowano. Liczył około 830 ludzi, mających 112 koni i 100 zestawów narciarskich. Wśród żołnierzy batalionu znalazło się też kilku Finów i Estończyków. Oddział przemaszerował do fiordów, gdzie drogą morską został przetransportowany na front. Wszedł w skład 6 Dywizji Piechoty. Pod koniec maja uczestniczył wraz z wojskami alianckimi w zwycięskich walkach z Niemcami pod Narwikiem, zakończonych odzyskaniem miasta i zepchnięciem oddziałów niemieckich pod granicę szwedzką. Po tym sukcesie poprawiło się uzbrojenie norweskich żołnierzy, gdyż zdobyli oni dużo broni niemieckiej (szczególnie przydatne okazały się moździerze i działa górskie). W czasie walk o Narvik w Altagård został sformowany batalion szkoleniowy, którego zadaniem było uzupełnianie walczącego na froncie Batalionu "Alta". Kiedy na froncie francuskim wojska brytyjsko-francuskie ponosiły coraz większe klęski, alianci natychmiast wycofali swoje oddziały z Norwegii. Nastąpiło to w momencie, gdy przygotowywano się do ostatecznego zniszczenia sił niemieckich pod granicą szwedzką.
W tej sytuacji Batalion „Alta”, pozbawiony wsparcia alianckiego lotnictwa i artylerii okrętowej, dostał rozkaz wycofania się i rozwiązania. 10 czerwca zostało zawarte zawieszenie broni. Batalion pomimo tego przemaszerował do Grovfjord, atakowany z powietrza przez niemieckie samoloty, po czym drogą morską przepłynął do Altagård. Żołnierze powrócili do swoich domów. Dokumenty oddziału zostały ewakuowane na Wyspy Owcze. Podczas kampanii norweskiej straty batalionu wyniosły: 5 zabitych, 1 zmarły z ran, 26 rannych i 1 jeniec. W okresie okupacji niemieckiej wielu b. żołnierzy oddziału brało udział w ruchu oporu.